# 米哈伊尔·约瑟福维奇·古列维奇
米哈伊尔·约瑟福维奇·古列维奇（羅馬化：Mikhail Iosifovich Gurevich；1893年1月12日—1976年11月12日）是一位苏联飞行器设计师，与伙伴阿尔乔姆·米高扬一同建立了知名的米高扬-古列维奇设计局。古列维奇有乌克兰犹太人的血统。由于他的出色设计，他曾多次获得斯大林奖、列宁奖和社会主义劳动英雄的称呼。